# Léon Walras

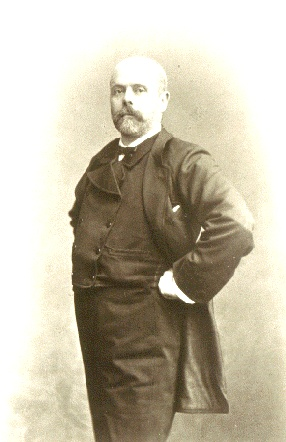
Léon Walras

Théorie mathématique de la richesse sociale, 1883

Marie Esprit Léon Walras (16 december 1834 - 5 januari 1910) was een Franse econoom.
Walras heeft de theorie van het algemeen evenwicht ontwikkeld. Gebruik makend van wiskundige methoden worden hierbij alle prijzen tegelijkertijd verklaard. Omdat hij doceerde aan de universiteit van Lausanne wordt zijn economische richting ook wel de school van Lausanne genoemd.
Samen met de economen Menger en Jevons is hij tevens de grondlegger van de grensnutschool. Deze school of richting was een reactie op de klassieke School, waarbij de productie centraal stond. De grensnutschool daarentegen richtte zich met name op de rol van de consument in de economie. Met grensnut wordt uitgedrukt het extra nut dat een consument geeft aan een extra eenheid van een product.
Walras en zijn aanhangers trachtten het evenwicht van de consumptiehuishouding te bepalen en door inkomens en prijzen te manipuleren de vraagfunctie vast te stellen.
Publicaties van hem zijn:
- La Théorie mathématique de la richesse sociale, 1873-1883
- Eléments d'économie pure, 1874-1887
- Etudes d'économie politique appliquée, 1898

Behalve zijn hoogleraarschap in de economie heeft Walras zich ook nog met andere zaken beziggehouden. Zo heeft hij mede een bank opgericht en ook een tijdschrift uitgegeven.
Walras is twee keer getrouwd (zijn eerste vrouw overleed vroegtijdig).

## Algemene evenwichtstheorie
In 1874 en 1877 publiceerde Walras zijn Éléments d’économie politique pure, een werk dat er toe leidde dat hij als de vader van de algemene evenwichtstheorie wordt gezien. Het probleem dat Walras wilde op te lossen was enige decennia eerder door Cournot geformuleerd. Hoewel kon worden aangetoond dat prijzen individuele markten konden ruimen (de vraag is gelijk aan het aanbod), was het onduidelijk of er voor alle markten tegelijk wel een evenwicht zou bestaan.
Walras construeerde een systeem van simultane vergelijkingen in een poging om het probleem van Cournot op te lossen. Naar men soms zegt dacht Walras eerst dat het genoeg zou zijn wanneer het aantal vergelijkingen gelijk was aan het aantal onbekenden)"
De cruciale stap in dit argument was echter de wet van Walras die beweert dat wanneer men een specifieke markt in een economie beschouwt, dat wanneer alle andere markten in deze economie in evenwicht zijn, deze specifieke markt dan noodzakelijkerwijs ook in evenwicht moet zijn. De wet van Walras hangt op de wiskundige notie dat een excessieve marktvraag (of omgekeerd, een excessief marktaanbod) over de markten heen tot nul moet optellen. Dit betekent dat in een economie met n markten, het voldoende is om n-1 simultane vergelijkingen op te lossen om alle markten in deze economie te laten ruimen. Wanneer men één goed als de numéraire neemt in termen waarvan de prijzen worden gespecificeed, heeft de economie n-1 prijzen die door de vergelijking worden bepaald, zodat er een evenwicht moet bestaan. Een strengere versie van dit argument werd in de jaren 1950 door Kenneth Arrow en Gérard Debreu ontwikkeld.

## Politieke denkbeelden

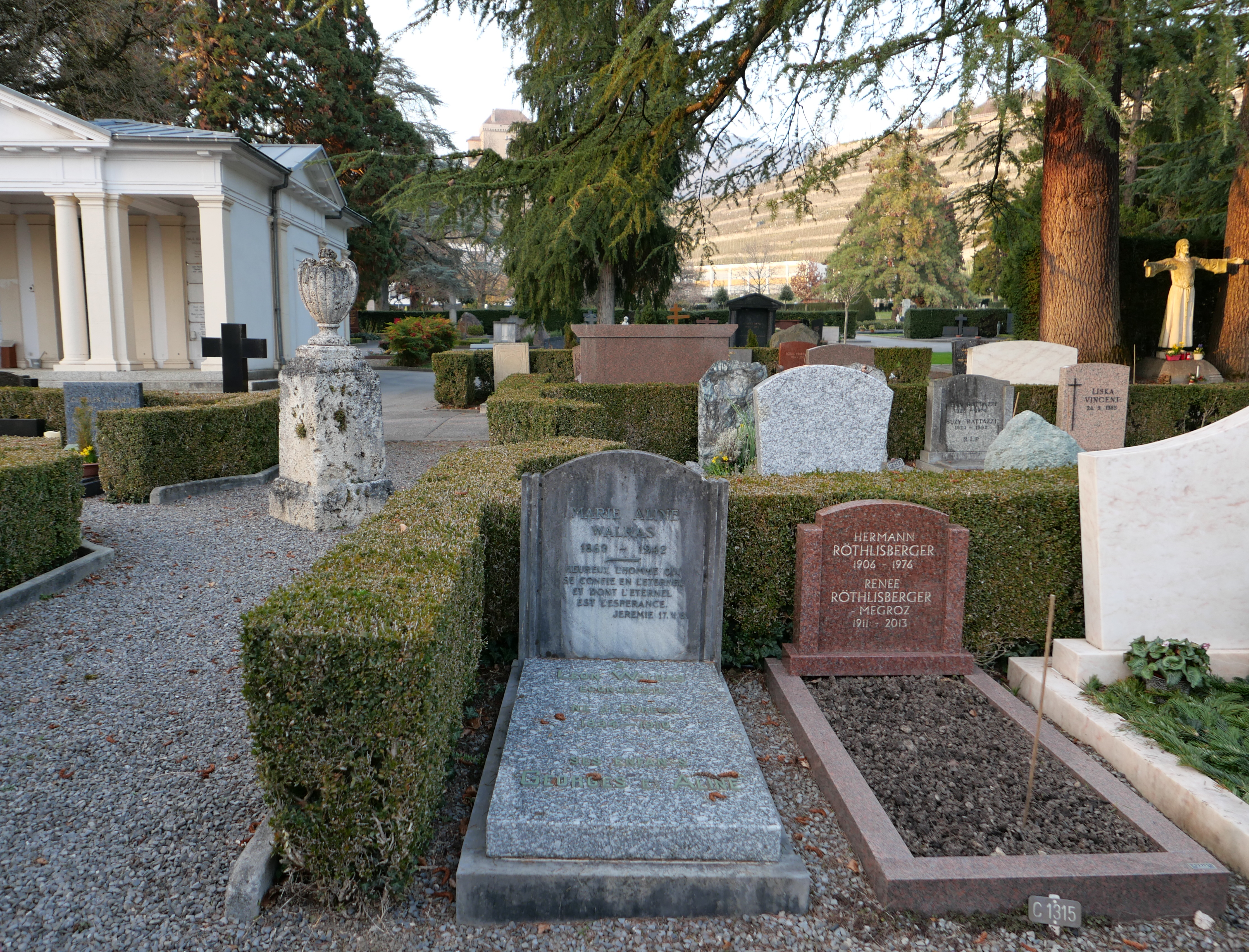
Het graf van Walras en zijn dochter Marie Aline (1869-1942) op de begraafplaats van Clarens in het Zwitserse kanton Vaud.

Walras noemde zichzelf socialist, maar zijn politieke ideeën zijn in moderne termen beter te omschrijven als sociaal liberaal. Hij stond de nationalisering van alle grondbezit voor, in combinatie met vrije marktwerking op alle andere terreinen. De grondrenten zouden de staat van zo veel inkomen voorzien dat alle loonbelasting kon worden afgeschaft en door de verhoogde spaarquote een maatschappij van kleine kapitalisten zou ontstaan. Walras was een uitgesproken criticus van Karl Marx en diens economische denkbeelden, met name de idee van arbeid als maatstaf van alle waarde.

## Voetnoten
1. ↑  Boland, Lawrence (1992). The principles of economics: some lies my teachers told me.. Routledge, New York, 53.
2. ↑  Cirillo, Renato, The 'socialism' of Léon Walras and his economic thinking, American Journal of Economics and Sociology 39(3):295-303, juli 1980.

- Base de données des élites suisses: 81655
- Bibsys: 90126579
- Biblioteca Nacional de España: XX1161075
- Bibliothèque nationale de France: cb11928836d (data)
- Catàleg d'autoritats de noms i títols de Catalunya: 981058514967906706
- CiNii: DA00370269
- Gemeinsame Normdatei: 118806068
- Historisch woordenboek van Zwitserland: 041426
- International Standard Name Identifier: 0000 0001 2140 0589
- Library of Congress Control Number: n50024510
- Bibliotheek van het Japanse parlement: 00460122
- Nationale Bibliotheek van Tsjechië: jn20000701929
- Nationale bibliotheek van Australië: 35589236
- Nationale Bibliotheek van Israël: 987007463410105171
- Nationale Bibliotheek van Polen: a0000001919016
- Nationale en Universitaire bibliotheek Zagreb: 000695283
- Nederlandse Thesaurus van Auteursnamen: 068989504
- Réseau des bibliothèques de Suisse occidentale: 02-A003956057
- LIBRIS: 250058
- SNAC: w6md012v
- Système universitaire de documentation: 027333043
- Trove: 1005930
- Virtual International Authority File: 76324284
- WorldCat: E39PBJkT7dWhxr4X7P6WwbFYfq